# Nokia N900
El Nokia N900 és un dispositiu d'internet mòbil i telèfon mòbil fabricat per Nokia, basat en la plataforma Maemo, que substituí al N810.
Fou presentat en el Nokia World, el 2 de setembre de 2009 i va ser posat a la venda l'11 de novembre de 2009 als Estats Units i 9 països europeus.
Executa Linux Maemo 5v com sistema operatiu i és el primer dels dispositius Nokia basats en el microprocessador OMAP3 TI amb nucli ARM Cortex-A8. A diferència de les Internet Tablets que el precediren, el Nokia N900 fou el primer dispositiu Maemo a incloure la funcionalitat de telèfon (quad-band GSM i 3G UMTS). Duia integrada una càmera de 5 mega-píxels, un reproductor multimèdia portàtil i un dispositiu d'Internet mòbil amb correu electrònic i navegador web.
El N900 es va llançar amb Maemo 5, donant-li al dispositiu una interfície tàctil més amigable i una pantalla d'inici personalitzada que barreja icones d'aplicacions amb accessos directes i widgets. Maemo 5 és compatible amb Adobe Flash Player 9.4, i incloïa nombroses aplicacions dissenyades específicament per a la plataforma mòbil, com un nou Media Player tàctil.